# 市橋直好
市橋 直好（いちはし なおよし、享保15年（1730年） - 延享5年1月29日（1748年2月27日））は、近江仁正寺藩の世嗣。第4代藩主・市橋直方の三男。通称、兵部。
父の後を継いで藩主となった市橋直挙の養嗣子となり、延享4年（1747年）徳川家重に拝謁。しかし、翌延享5年（1748年）早世した。代わって、実弟の市橋直記が嫡子となった。